# Gombás (Szlovákia)
Gombás (szlovákul Hubová) község Szlovákiában, a Zsolnai kerületben, a Rózsahegyi járásban.

## Fekvése
Rózsahegytől 10 km-re északnyugatra, a Vág bal partján fekszik.

## Története
Területén egykor a puhói kultúra megerősített települése állt.
A mai település 1425 előtt a soltészjog alapján keletkezett, a közeli Sztankován lakói alapították. A 15-16. században Likava várának uradalmához tartozott. 1551-ben 4 paraszt-, 1 pásztor- és 1 zsellérház állt a faluban. 1625-ben 3 fűrésztelep, 1629-ben üveghuta működött területén. 1644-ben az Illésházy család vámszedési joggal ruházta fel. 1669-ben királyi parancsra hidat építenek. 1715-ben 29 parasztház állt a településen. Iskoláját 1782-ben alapították. 1784-ben 65 házában 836 lakos élt. 1795-ben 932 lakosa volt.
A 18. század végén Vályi András így ír róla: „GOMBAS. Tót falu Liptó Vármegyében, földes Ura a’ Királyi Kamara, fekszik a’ Likavai Uradalomban, Vág vize mellett, Rozoenberghez más fél mértföldnyire, legelője elég, ’s az Uraság engedelméből fája épűletre, és tűzre ván; de mivel földgyének fele egy keveset soványas, fele pedig határjának hegyeken fekszik, második Osztálybéli.”
1828-ban 129 háza és 976 lakosa volt. 1831-ben kolerajárvány pusztított, ekkor épült hálából a Szent Rókus fogadalmi kápolna. Lakói főként állattartással, tutajozással foglalkoztak.
Fényes Elek 1851-ben kiadott geográfiai szótárában így ír a faluról: „Gombás, tót falu, Liptó vmegyében, a Vágh bal partján, a Thuróczba vivő országutban: 996 kath. lak., s egy kath. paroch. templommal. Határa roppant, de hegyes, kősziklás. Erdeje igen szép. Van 2 üveghutája. F. u. a kamara. Ut. p. Rosenberg.”
A trianoni diktátumig Liptó vármegye Rózsahegyi járásához tartozott.

## Népessége
| Év:            | 1994. | 2004.   | 2014.   | 2024.   |
| -------------- | ----- | ------- | ------- | ------- |
| Emberek száma: | 1057  | 1063    | 1060    | 1085    |
| Eltérés:       |       | +0,56 % | -0,28 % | +2,35 % |

| Év:            | 2023. | 2024.   |
| -------------- | ----- | ------- |
| Emberek száma: | 1088  | 1085    |
| Eltérés:       |       | -0,27 % |

1910-ben 1428-an, többségében szlovákok lakták, jelentős magyar kisebbséggel.
2001-ben 1067 lakosából 1061 szlovák volt.
2011-ben 1067 lakosából 1054 szlovák.

## Nevezetességei
- Késő barokk római katolikus Szent Kereszt felmagasztalása plébániatemploma 1787-ben épült.
- A klasszicista Szent Rókus kápolna 1831-ben épült.

## Külső hivatkozások
- Hivatalos oldal
- Községinfó
- Gombás Szlovákia térképén
- Gombás leírása Rózsahegy város honlapján
- E-obce.sk